# Ла Гранча (Л'Аквила)
Ла Гранча (итал. La Grancia) је насеље у Италији у округу Л'Аквила, региону Абруцо.
Према процени из 2011. у насељу је живело 711 становника. Насеље се налази на надморској висини од 529 м.